# Ommatissus tumidula
Ommatissus tumidula är en insektsart som beskrevs av Rauno E. Linnavuori 1973. Ommatissus tumidula ingår i släktet Ommatissus och familjen Tropiduchidae. Inga underarter finns listade i Catalogue of Life.